# Stignano

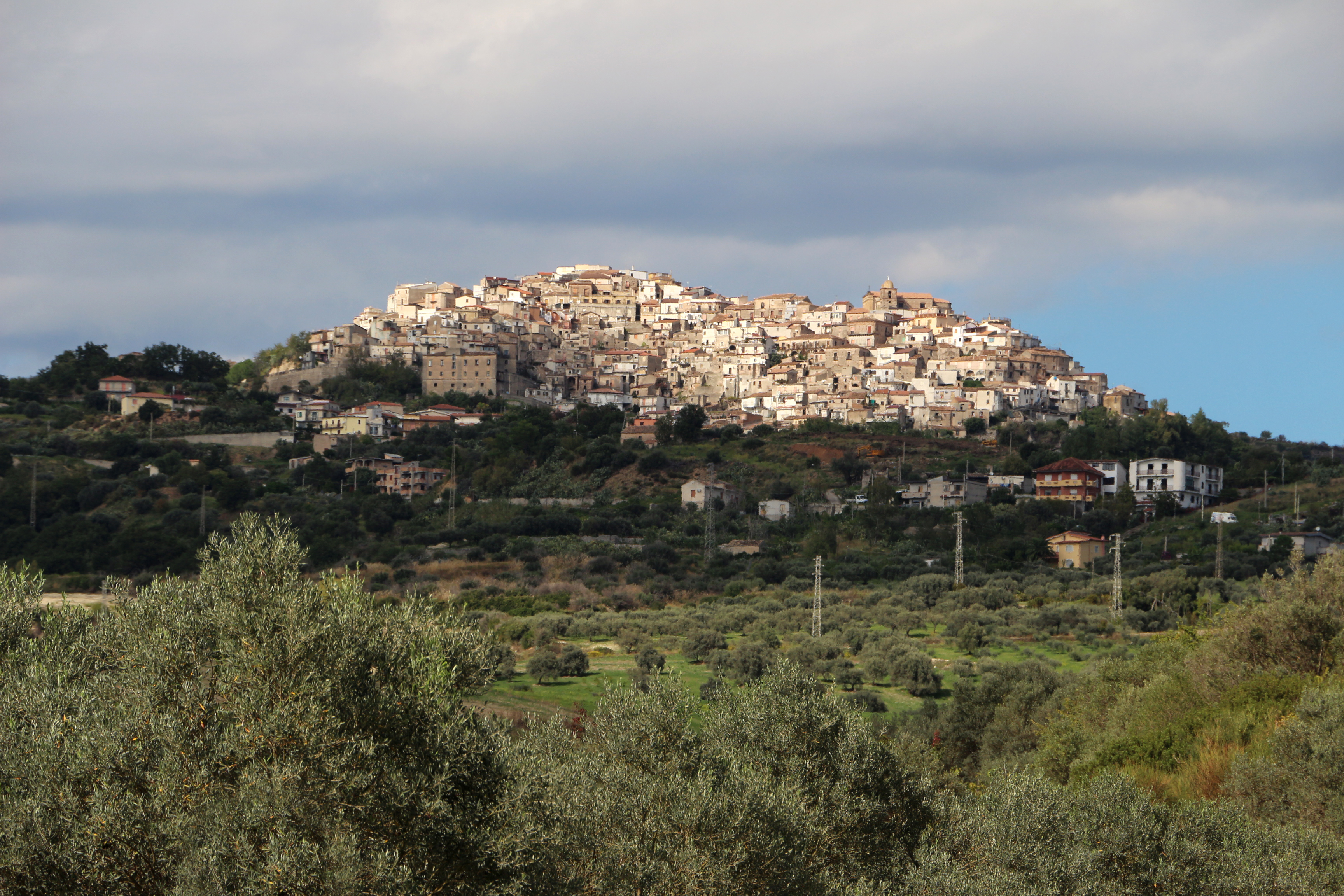
Panorama

Stignano ist eine süditalienische Gemeinde (comune) mit 1172 Einwohnern (Stand 31. Dezember 2023) in der Metropolitanstadt Reggio Calabria in Kalabrien. Die Gemeinde liegt etwa 65 Kilometer nordöstlich von Reggio Calabria unmittelbar am Ionischen Meer.
Die Nachbargemeinden sind Camini, Caulonia, Pazzano, Placanica, Riace und Stilo.

## Verkehr
Entlang der Küste führt die Strada Statale 106 Jonica.

## Persönlichkeiten
- Francesco Antonio Attaffi (1706–1784), Bischof von Nicotera in Kalabrien